# パウル・イェッケル
- パウル・ジャッケル
- ポール・ジャッケル
- パウル・ジェッケル

パウル・イェッケル（Paul Jaeckel, 1998年7月22日 - ）は、ドイツ・ブランデンブルク州アイゼンヒュッテンシュタット出身のサッカー選手。ポジションはDF。

## クラブ経歴
エネルギー・コットブスのユースアカデミーを経て、2014年にVfLヴォルフスブルクと契約。翌年U-18ユースチームに昇格。2シーズンでU-18ユースリーグに48試合に出場し、2016-17シーズン途中にチームIIに昇格。更に2017-18シーズン終盤にはトップチームに昇格。2018年4月7日のSCフライブルク戦で先発で起用され、ブンデスリーガデビュー。試合も2-0の完封勝利。同シーズンはトップリーグで3試合に起用された。
2018年8月30日、SpVggグロイター・フュルトと3年契約を締結。加入後出場機会が増え、3年目の2020-21シーズンは2部で上位争いに加わり、2021年4月には1.FCウニオン・ベルリンからの関心が報じられた。同月28日に2021-22シーズンよりウニオン・ベルリンに加入することが発表。一方、グロイター・フェルトは2部で2位で終え、2012-13シーズン以来のブンデスリーガ復帰を決めた。